# كيفن كارمايكل
كيفن كارمايكل (بالإنجليزية: Kevin Carmichael)‏ هو لاعب دوري الرغبي أسترالي، ولد في 30 ديسمبر 1970.